# Sin City Saints
Sin City Saints es una serie de televisión estadounidense protagonizada por Malin Åkerman, Andrew Santino y Keith Powers. Debutó en Yahoo! Screen el 23 de marzo de 2015. Su primera temporada de ocho episodios fue dirigida por Bryan Gordon y Fred Savage. La serie sigue una franquicia ficticia de baloncesto de Las Vegas.
Sus productores ejecutivos son Bryan Gordon, Mike Tollin y Chris Case. La serie terminó tras el cierre de Yahoo! Screen debido a la baja audiencia del año siguiente.

## Premisa
Sin City Saints sigue al rico empresario tecnológico Jake Tullus, el impredecible y carismático propietario de la nueva franquicia de baloncesto profesional de Las Vegas, los Sin City Saints (en español, los santos de la ciudad del pecado).

## Reparto

### Personajes principales
- Malin Åkerman como Dusty Halford
- Andrew Santino como Jake Tullus
- Keith Powers como LaDarius Pope
- Justin Chon como Byron Summers
- B.K. Cannon como Melissa Stanton
- Rick Fox como Sam Johnson
- Tom Arnold como Kevin Freeman

### Personajes secundarios
- Ryan Cartwright como Wade Leatherbee[4] (8 episodios)
- Toby Huss como el Entrenador Doug (8 episodios)
- Paul Duke como Artahk Sundovk (7 episodios)
- Baron Davis como Billy Crane[5] (7 episodios)
- Aaron Takahashi como Henry (6 episodios)
- Chris Gehrt como Todd (6 episodios)
- Jill Bartlett como Sapphire (6 episodios)
- Jean Louisa Kelly como Bernice Pope (5 episodios)
- Michael Liu como Wu Lee (5 episodios)
- Rosalind Chao como la Señora Wu (5 episodios)
- John Salley como Tom (4 episodios)
- Brendan Jennings como Andy la Mascota[4] (3 episodios)

## Episodios
| N.º | Título                      | Dirigido por | Escrito por                  | Fecha de emisión original |
| --- | --------------------------- | ------------ | ---------------------------- | ------------------------- |
| 1 | «The Fool Monty»            | Bryan Gordon | Chris Case                   | 23 de marzo de 2015       |
| La abogada de la liga, Dusty Halford, llega a Las Vegas para supervisar al propietario de los Sin City Saints, Jake Tullus, luego de la lesión del jugador estrella LaDarius Pope. El mago y comediante Penn Jillette y el comediante Carrot Top hacen un cameo como ellos mismos. |                             |              |                              |                           |
| 2 | «Smoke and Mirrors»         | Bryan Gordon | Chris Case                   | 23 de marzo de 2015       |
| Los Saints reclutan a la ex estrella Billy Crane, quien ahora dirige una franquicia de hamburguesas. |                             |              |                              |                           |
| 3 | «Gone Catfishing»           | Bryan Gordon | Chris Case                   | 23 de marzo de 2015       |
| Jake cree que una prometida que LaDarius nunca ha conocido excepto en línea puede no ser real. |                             |              |                              |                           |
| 4 | «Mrs. Wu's Tang»            | Bryan Gordon | Ken Cheng                    | 23 de marzo de 2015       |
| Jake y Dusty intentan reclutar a la estrella china Wu Lee, dirigida por su dominante madre. |                             |              |                              |                           |
| 5 | «A Basket Full of Rainbows» | Fred Savage  | Chris Case                   | 23 de marzo de 2015       |
| Una perorata del entrenador Doug en el vestuario se vuelve viral, lo que lleva a Jake a pedir su renuncia. |                             |              |                              |                           |
| 6 | «You Booze, You Lose»       | Fred Savage  | Chris Case                   | 23 de marzo de 2015       |
| Jake se burla de un locutor de un programa de radio y promete no consumir drogas, beber alcohol ni tener relaciones sexuales hasta que los Saints ganen un juego. |                             |              |                              |                           |
| 7 | «Urine God's Hands Now»     | Bryan Gordon | Jack Amiel                   | 23 de marzo de 2015       |
| En busca de financiación para un nuevo escenario, Jake corteja a un concejal cristiano conservador. Un Darius recuperado debe pasar una prueba de orina. |                             |              |                              |                           |
| 8 | «Because Vegas»             | Bryan Gordon | Chris Case y Noelle Valdivia | 23 de marzo de 2015       |
| Cuando las acciones de la empresa de tecnología de Jake, Matterhorn, se hunden, Jake debe encontrar una manera de conservar el equipo. |                             |              |                              |                           |

## Producción
Yahoo! Inc. anunció sus primeros programas originales de larga duración, las comedias Sin City Saints y Other Space, en abril de 2014 en Digital Content NewFronts 2014. A principios de octubre, la producción de Sin City Saints había comenzado en The Orleans Hotel and Casino. Se lanzaron ocho episodios simultáneamente en Yahoo! Screen el 23 de marzo de 2015.

## Recepción

### Recepción crítica
Mike Hale en The New York Times calificó el programa como «una comedia menos coherente que el video del marcador del entretiempo de un partido de la NBA», donde «muchos puntos y chistes se sienten como si provinieran de fichas tomadas al azar». Keith Uhlich de The Hollywood Reporter consideró que la «comedia deportiva maníaca, en su mayoría sin gracia» de media hora presentaba «disputas entre Tracy y Hepburn... que apenas provocan una sonrisa, y mucho menos revientan las tripas», y calificó el casting como «problemático. ... Tanto Akerman como Santino son irritantemente monótonos».

### Recepción financiera
El 21 de octubre de 2015, el director financiero de Yahoo, Ken Goldman, anunció durante una llamada telefónica sobre ganancias del tercer trimestre que su programación original la primavera pasada resultó en una cancelación de 42 millones de dólares estadounidenses, incluida la sexta temporada de Community y Other Space.